# 구피 (캐릭터)

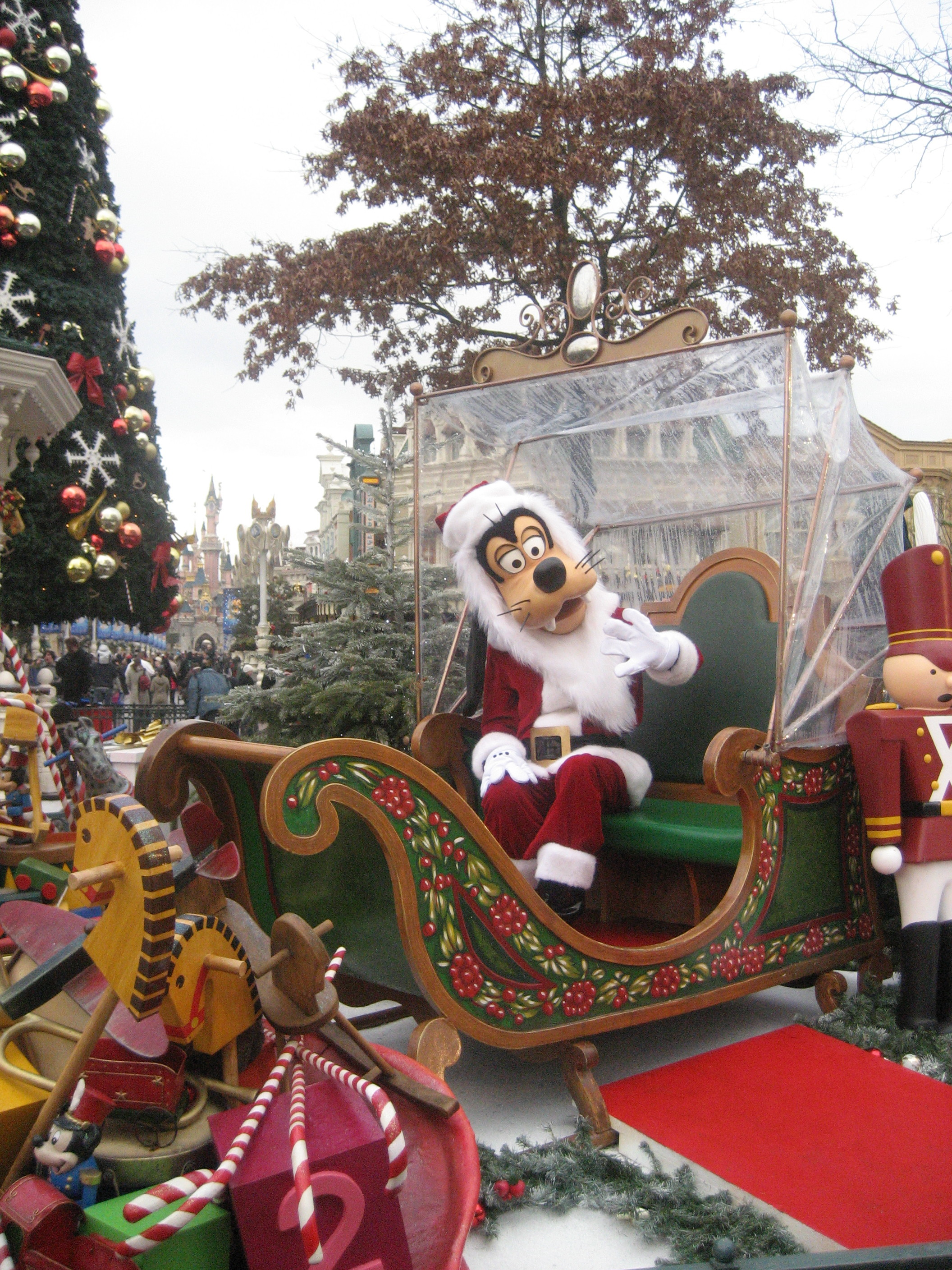
디즈니랜드에서,구피

구피(영어: Goofy)는 개를 모티브로 월트 디즈니 프로덕션에서 1932년에 만든 동물 만화 캐릭터이다.

## 프로필
| 본명            | 구피 구프                 |
| 영문            | Goofy Goof                |
| 제작            | 아트 배빗(Art Babbitt)    |
| 원본판 성우     | 빌 파머(현재)             |
| 우리말 더빙성우 | 故 박상일 -> 홍범기(현재) |
| 일본판 더빙성우 | 야나미 조지               |
| 첫 등장         | Mickey's Revue(1932)      |
| 종류            | 의인화한 개               |
| 성별            | ♂                         |

## 역사
처음 출연한 작품은 1932년 5월 25일 미키자리의 개봉일이다.
영화 중에서,관람석에서 피넛을 먹으며 웃고 있던 개가 디피 댕(Dippy Dawg)으로,구피는 이 디피 댕과 동일인물이다.
'구피'라는 이름이 붙은 것은 그로부터 2년 뒤인, 1934년 8월 11일 'Orphan's Benefit'의 개봉이 계기가 되었다.
1939년 3월 17일 개봉한 Goofy and Wilbur에서 처음 주역으로 등장했다.

## 설정
- 생일: 5월 25일
- 직업: 배우
- 차:작품에 따라 바뀐다. 주로 세에브 9-5(Saab 9-5)와 닮은 차 혹은 스바루 포레스터(Subaru Forester)정도의

승용차인 경우가 많다.
구피가 주인공으로 나오는 단편 애니메이션에서는, 성인남성을 테마로 한 것이 많다.
따라서 구피는 적어도 성인으로 판단된다.
- 친구: 미키 마우스, 도널드 덕, 미니 마우스, 데이지 덕, 호러스 홀스칼라, 클라라벨 카우
- 자녀: 맥스 구프
- 배우자: 아내라고 생각되는 인물은 구피의 단편 애니메이션에만 등장하나,손과 목소리만 등장하고 잔소리가 심한 아내라고 설정되었다.이후 구피는 싱글파로 설정되었다.

## 성격
기본적으로 어리버리하고 미련하며 엉뚱하게 보이는 캐릭터로, 뭔가 둔한 행동에 의해 도널드 덕과 반대로 자신의 개인적인 일을 이루지 못하여 결국 상황파악을 못해 사람들을 곤란하게 만들기도 한다(구피는 스폰지밥처럼 주로 혼자서 멋대로 착각하는 경우가 많은데 때론 그것이 그를 곤경에 처하게 하기도 한다.)
. 그런데 정작 영화 끝장면에는 도널드 덕과 대조적으로 그나마 행복하거나 그럭저럭하게 끝난 경우가 많다.
하지만, 구피는 반면 정이 많고 완만한 성격으로 타인과의 충돌은 적으며, 영화에서도 볼 때에도 둔하고 미련한 사람들의 인생을 잘 드러난 장면이 많다. 그 중에서는 현실적인 장면도 잘 드러나 있기도 하다.
실제로 영화에서 볼 때에도 구피는 담배를 자꾸 피어 결국 중독되어 담배를 찾게 되는 경우가 있다. 그리고 구피가 감기 걸리는 것을 비롯해, 구피가 여자들과 춤을 못 춰서 춤을 열심히 배우려는 노력, 영화에서 구피가 자는 것을 빌미로 여러 동물들의 자는 모습을 생생히 보여주기도 하는데 이것은 현실적으로도 잘 일어나는 행동이다.
또한 구피가 비록 자동차 운전하다 미련하여 그만 차 사고는 냈지만 실제로 영화에서도 자동차 안전 사고와 예방에 관련된 해설을 잘 보여주기도 하여, 이는 역시 우리 현실에서도 잘 발생할 수 있는 내용 중 하나다. 그리고 구피가 올림픽에 관련된 주인공으로 등장했을 때에도 해설자가 올림픽의 역사부터 시작하여 달리기, 허들, 원반던지기, 창던지기, 해머던지기, 장대높이뛰기, 10종 경기 등의 체육에 관련된 교육을 알려준다.
아울러, 구피는 아들 맥스에게 항상 신경쓰고, 따끔하게 혼내주는 등 아버지 노릇을 잘 할 뿐 아니라 선생님일 때에도 학생을 잘 가르친다. 이것도 역시 현실세계 어른들과 아이들 모두 인생을 잘 나타내는 영화이다. 게다가 미키와 도널드보다도 어른스러울 때가 있으며, 예상하지 못한 곳에서 갑자기 엑스트라 역으로 등장하거나 아무도 흉내내지 못하는 일을 갑자기 하여 상대방을 놀래는 일이 자주 있다.

## 출현
- 구피 무비
- 구피 무비 X게임 대소동
- 구피와 친구들
- 누가 로저 래빗을 모함했나
- 라이온 킹 3
- 미키와 콩나무
- 미키의 크리스마스 선물
- 미키의 클럽하우스
- 미키 마우스 워크
- 킹덤하츠
- 킹덤하츠 2
- 디즈니 삼총사
- 하우스 오브 마우스